# Klimastiftung für Bürger
Die Klimastiftung für Bürger ist eine von Dietmar Hopp im Jahr 2014 ins Leben gerufene Stiftung.
Als ihre Aufgabe nennt die Stiftung den Betrieb der Klima Arena, Angebote für Schülerinnen und Schüler sowie Studierende im Bereich Bildung für nachhaltige Entwicklung, Informationsangebote für jedermann zu den Stiftungsthemen im Rahmen von Veranstaltungen, Aktionen und Kampagnen und die Stärkung der Zusammenarbeit aller Akteure und Interessierter im Bereich der Stiftungsthemen.
Die Stiftung wurde ausgezeichnet im Weltaktionsprogramm Bildung für nachhaltige Entwicklung der Vereinten Nationen.

## Veröffentlichungen
- Klimastiftung für Bürger (Hrsg.): Fächerübergreifende Klima- und Umweltprojekte : Bildung für nachhaltige Entwicklung in der Schule. Beltz Verlagsgruppe, Weinheim, Basel 2024, ISBN 978-3-407-63281-4 (143 Seiten).